# Нушлейка
Нушлейка — река в России, протекает в Атяшевском районе Республики Мордовия. Устье реки находится в 26 км по левому берегу реки Нуя. Длина реки составляет 11 км.
Исток реки в Лобаскинском лесу возле деревни Гаваево на границе с Чамзинским районом. Река течёт на северо-восток, протекает в среднем течении село Лобаски. Впадает в Ную тремя километрами северо-восточнее села.

## Данные водного реестра
По данным государственного водного реестра России относится к Верхневолжскому бассейновому округу, водохозяйственный участок реки — Алатырь от истока и до устья, речной подбассейн реки — Сура. Речной бассейн реки — (Верхняя) Волга до Куйбышевского водохранилища (без бассейна Оки).
По данным геоинформационной системы водохозяйственного районирования территории РФ, подготовленной Федеральным агентством водных ресурсов:
- Код водного объекта в государственном водном реестре — 08010500212110000038727
- Код по гидрологической изученности (ГИ) — 110003872
- Код бассейна — 08.01.05.002
- Номер тома по ГИ — 10
- Выпуск по ГИ — 0